# Radslav
Radslav är en ort i Tjeckien.   Den ligger i regionen Södra Böhmen, i den sydvästra delen av landet, 150 km söder om huvudstaden Prag. Radslav ligger 756 meter över havet och antalet invånare är 250.
Terrängen runt Radslav är kuperad västerut, men österut är den platt.Runt Radslav är det glesbefolkat, med 8 invånare per kvadratkilometer. Närmaste större samhälle är Český Krumlov, 19,9 km nordost om Radslav. I omgivningarna runt Radslav växer i huvudsak barrskog.